# Chiesa di San Francesco Grande (Milano)
La chiesa di San Francesco Grande, chiamata anche basilica di San Nàbore, era una chiesa di Milano. Per molti anni, fino alla demolizione avvenuta nel 1806, fu la seconda chiesa per dimensione della città dopo il Duomo di Milano.

## Storia e descrizione
Le vicende di questa chiesa sono piuttosto complesse e possono essere descritte in tre fasi. Nel primo secolo dopo Cristo venne fondata la parte più antica della basilica col fine di ospitare le spoglie dei santi Gervasio e Protasio e due secoli più tardi anche quelle dei santi Nabore e Felice, motivo per il quale la chiesa prese il nome di "basilica di San Nabore" o "Naboriana". Quasi nulla si sa di questa prima basilica ad eccezione del fatto che essa venne citata da Sant'Ambrogio e che, in epoca non precisata, venne ricoperta da una serie di volte poggianti su due file di pilastri cilindrici realizzati in pietra.
Perché la chiesa ottenesse delle forme consone ad un grande tempio, si dovette attendere sino al XIII secolo quando i francescani fecero il loro ingresso nella città di Milano e fu loro concesso il permesso di costruire una chiesa, dedicata a san Francesco, nelle immediate vicinanze dell'abside della vecchia basilica di San Nabore, a partire dal 1233. A distanza di pochi anni, nel 1256, i frati francescani ottennero la gestione anche della basilica di San Nabore, ristrutturandola ed ampliandola sino ad inglobare le due chiese in unico edificio, ridenominato "chiesa di San Francesco" in onore del fondatore dell'ordine. L'uso di tale denominazione è testimoniato già da documenti del 1387. Nel 1307 vi fu sepolto il nobile milanese Corrado della Torre.
Le forme della chiesa vengono così descritte da Giovanni Battista Villa nel XVII secolo, che ne attribuisce le forme alla famiglia degli Zavattari:
Pochi anni dopo la descrizione la basilica si trovava in uno stato di relativa decadenza, per cui si optò per un rifacimento in stile barocco, che la trasformò nella seconda chiesa più vasta di Milano. Celebre per le opere contenute al suo interno, su tutte la Vergine delle Rocce di Leonardo da Vinci, e per la sepoltura al suo interno di molte famiglie nobiliari milanesi, come i Moriggia, Settala, Borromeo, i Sessa e i Corio, la chiesa fu abbattuta nel 1806 per consentire la costruzione, protrattasi dal 1810 al 1843, della Caserma dei Veliti Reali, oggi ex Caserma Garibaldi in Piazza Sant'Ambrogio.

## La tomba del Carmagnola
Il 26 gennaio 1431 Francesco Bussone, detto il Conte di Carmagnola e le cui vicende ispirarono al Manzoni la sua celebre tragedia del 1819, predispose, mediante il pagamento «di lire venti e soldi sedici per tanto marmo in sei pezzi» di «fare una sepoltura al magnifico Conte di Carmagnola nella chiesa di San Francesco in Milano». L'anno seguente il Carmagnola venne condannato a morte a Venezia e immediatamente giustiziato: il cadavere venne subito privatamente sepolto all'interno della chiesa dei Frari, ma da lì a poco la moglie del conte, Antonia Visconti, otteneva dalla Repubblica di Venezia di trasportare il corpo del marito a Milano, dove trovò sepoltura in San Francesco all'interno della cappella della famiglia di lei. La sepoltura si trovava nella prima cappella di sinistra entrando in chiesa ed era disposta come una doppia tomba occupata dal Carmagnola e successivamente dalla moglie: sopra alla doppia tomba lo stemma col biscione e sui quattro lati un'epigrafe in latino che riportava nomi e titoli dei due coniugi. Le ceneri dei coniugi vennero disperse dopo la demolizione della chiesa seguita al 1798 e l'epigrafe divisa fra i discendenti delle due famiglie: ai Dal Verme, che vantavano derivazione dal Carmagnola, toccò la parte di lapide del conte, che venne perduta nel tempo; ai Castiglioni, anch'essi discendenti del Carmagnola, giunse la parte di lapide della Visconti, che rimase nella casa dell'orientalista Carlo Ottavio fino alla sua morte, per poi venire trasferita alla Biblioteca Ambrosiana dove rimase.